# Dacia literară
Dacia literară este o revistă apărută pe 31 ianuarie  1840 la Iași, sub redacția lui Mihail Kogălniceanu.
În ciuda titlului, revista nu și-a propus să se axeze exclusiv pe literatură. Pe parcursul apariției, ea a avut următoarea rubricație, marcată prin supratitluri:
Nr. 1: Scene istorice din cronicile Moldaviei (text: Constantin Negruzzi, Alexandru Lăpușneanul), Scene pitorești din obiceiurile poporului (M. Kogălniceanu, Nou chip de a face curte), Alegeri din alte foi românești (texte reproduse din „Foaie pentru minte, inimă și literatură”, „Curierul Românesc” și „Albina românească”), Telegraful Daciei (știri culturale); 
Nr. 2: Scene pitorești din obiceiurile Moldaviei (studiul lui C. Negruzzi, Cîntece populare a Moldaviei), Literatură străină (fragmente din jurnalul de călătorie în Banat, Valahia și Moldova de D. A. Damidoff, șambelan al împăratului Rusiei, cu prezentare și comentarii de M. Kogălniceanu), Poezie (Cavalerul C. Stamate,  A. Donici), Alegere din alte foi românești („Arhiva românească”, „Curierul românesc”), Critica, Telegraful Daciei; 
Nr. 3: Scene contemporane (C. Negruzzi, O alergare de cai), Suvenire din Italia (Vasile Alecsandri, Buchetiera de la Florența), Literatură străină (continuare Damidoff), Poezie (Grigore Alexandrescu), Alegeri din alte foi românești („Mercur”, „Curierul românesc”, „Albina românească”), Telegraful Daciei.
Din porunca domnitorului, după primele trei numere, revista este suspendată și va mai apărea abia după 1859, în ediția a doua.

## Programul Daciei literare
În primul număr al revistei, sub titlul Introducție, M. Kogălniceanu, întemeietorul revistei, publică un articol – program care sintetizează în patru puncte idealurile literare ale scriitorilor pașoptiști:
1. Combaterea imitației scriitorilor străini și a traducerilor mediocre: îngrijorat de sărăcia literaturii române, ale cărei opere se puteau număra pe degete, Ion Heliade – Rădulescu lansase un apel încurajator către tinerii scriitori: „Scrieți, băieți, orice, numai scrieți!” Interpretînd îndemnul din punct de vedere cantitativ, multe publicații ale epocii au încurajat o literatură mediocră, adesea imitată după creații siropoase occidentale, pervertind gustul public. M. Kogălniceanu avertizează asupra pericolului unei astfel de literaturi, care elimină criteriul estetic;
2. Crearea unei literaturi de specific național: în loc să imite scriitorii străini, românii ar putea făuri o literatură autohtonă, inspirată din istorie, natură și folclor. Preluată din estetica romantică europeană, această triplă recomandare se va regăsi în operele pașoptiștilor:
  - Folclorul va face obiectul preocupărilor teoretice, dar va deveni și sursă importantă de inspirație. Alecu Russo, în studiul Poezia poporală, definește folclorul ca pe o oglindă realistă a vieții poporului și ca pe un izvor nesecat de inspirație pentru literatura cultă. El îl va ajuta pe Alecsandri să alcătuiască prima culegere de Poezii poporale ale românilor (1852), urmată de Balade (Cîntice bătrînești). Multe dintre poeziile volumului Doine și lăcrimioare, de V. Alecsandri sunt în metru popular. Gh. Asachi valorifică mitologia populară într-o suită de balade și legende. Expresia cea mai profundă à inspirației folclorice se regăsește însă în capodopera Zburătorul, de Ion Heliade–Rădulescu;
  - Natura va face obiectul unor ample relatări de călătorie, ca O primblare la munți sau Balta Albă, de Vasile Alecsandri, Memorial de călătorie, de Grigore Alexandrescu ș. a. Elogiul frumuseților patriei apare de asemenea în volumul Pasteluri, de V. Alecsandri;
  - Istoria este privită ca model pentru contemporani, fie pentru a exprima idealul de eliberare și unitate națională, fie pentru a ilustra satiric realitățile sociale. Alexandru Lăpușneanul, de C. Negruzzi, face parte dintr-un întreg ciclu de Fragmente istorice în proză, în timp ce Alecsandri creează ample poeme eroice, ca Dan, căpitan de plai, Dumbrava Roșie sau drame istorice ca Despot-vodă. Foarte gustate în epocă sunt fiziologiile (echivalente în proză ale satirei sau ale fabulei), cum ar fi Cuconița Drăgana, de Ion Heliade–Rădulescu sau Fiziologia provințialului, de  Constantin Negruzzi;
3. Lupta pentru unitatea limbii: „Țălul nostru este realizația dorinței ca românii să aibă o limbă și o literatură comună pentru toți”. Eforturile Școlii Ardelene de unificare a limbii sunt continuate de pașoptiști, care încearcă să formuleze normele limbii literare, respingînd exagerările latiniste și pledînd pentru introducerea alfabetului latin. Alecu Russo, într-o serie de Cugetări publicate în „România literară” respinge curentele latiniste care prin sistemele lingvistice propuse înstrăinează moștenirea națională. Ion Heliade–Rădulescu scrie Gramatica românească, în care combate scrierea etimologică și are păreri juste despre îmbogățirea limbii cu neologisme;
4. Dezvoltarea spiritului critic: sperînd ca prin impunerea acestor reguli să creeze un sistem de valori pentru publicul român, M. Kogălniceanu introduce și conceptul de critică obiectivă, subliniind că analiza critică se va face numai asupra operei: „Critica noastră va fi nepărtinitoare. Vom critica cartea, iar nu persoana.”

## Restituire
În 1972, fosta Editură Minerva, specializată în valorificarea patrimoniului literaturii române, a publicat revista  Dacia literară din 1840, reprodusă într-o monumentală ediție facsimilată și transliterată, textul original în alfabetul chirilic sau de tranziție aflându-se în paralel cu textul transliterat în alfabetul latin, cu respectarea riguroasă a rândurilor, până la exactitatea despărțirilor în silabe de la capetele de rând.

## Vezi și
- Magazin istoric pentru Dacia